# غيلبرت رالستون
غيلبرت رالستون (بالإنجليزية: Gilbert Ralston)‏ هو كاتب وصحفي وكاتب سيناريو أمريكي، ولد في 5 يناير 1912 في Newcastle, County Down ‏ في المملكة المتحدة، وتوفي في 18 مارس 1999 في مونت بليستانت في الولايات المتحدة.

## وصلات خارجية
- غيلبرت رالستون على موقع IMDb (الإنجليزية)
- غيلبرت رالستون على موقع ألو سيني (الفرنسية)
- غيلبرت رالستون على موقع قاعدة بيانات الأفلام السويدية (السويدية)
- غيلبرت رالستون على موقع قاعدة بيانات الفيلم (الإنجليزية)
- غيلبرت رالستون على موقع كينوبويسك (الروسية)